# Adamiszki (rejon ignaliński)
Adamiszki – dawny futor. Tereny, na których była położona, leżą obecnie na Litwie, w okręgu uciańskim, w rejonie ignalińskim, w gminie Daugieliszki Nowe.

## Historia
W czasach zaborów w powiecie zawilejskim/święciańskim, w guberni wileńskiej Imperium Rosyjskiego, w gminie Daugieliszki. 
Po I wojnie światowej pod administracją polską, w Zarządzie Cywilnym Ziem Wschodnich. W latach 1920–1922 w składzie Litwy Środkowej.
Od 11 kwietnia 1922 futor leżał w Polsce, w województwie wileńskim, w powiecie święciańskim, w gminie Daugieliszki.
W 1931 w 1 domu zamieszkiwało 5 osób.
Wierni należeli do parafii rzymskokatolickiej w Połusze. Miejscowość podlegała pod Sąd Grodzki w Święcianach i Okręgowy w Wilnie; właściwy urząd pocztowy mieścił się w Ignalinie.
W wyniku napaści ZSRR na Polskę we wrześniu 1939 miejscowość znalazła się pod okupacją sowiecką. Po II wojnie światowej w granicach Związku Sowieckiego. Od 1991 na niepodległej Litwie.